# Parigi-Roubaix 1999
La Parigi-Roubaix 1999, novantasettesima edizione della corsa e valida come terzo evento della Coppa del mondo di ciclismo su strada 1999, fu disputata l'11 aprile 1999, per un percorso totale di 273 km. Fu vinta dall'italiano Andrea Tafi, giunto al traguardo con il tempo di 6h44'15" alla media di 40,519 km/h.
Presero il via da Compiègne 183 corridori, 66 di essi portarono a termine la gara.

## Squadre partecipanti
| N.      | Cod. | Squadra                          |
| ------- | ---- | -------------------------------- |
| 1-8     | LAM  | Lampre-Daikin                    |
| 11-18   | MAP  | Mapei-Quick Step                 |
| 21-28   | RAB  | Rabobank                         |
| 31-38   | LOT  | Lotto-Mobistar                   |
| 41-48   | TVM  | TVM-Farm Frites                  |
| 51-58   | CSO  | Casino-Ag2r                      |
| 61-68   | C.A  | Crédit Agricole                  |
| 71-78   | PLT  | Team Polti                       |
| 81-88   | COF  | Cofidis, le Crédit par Téléphone |
| 91-98   | KEL  | Kelme-Costa Blanca               |
| 101-108 | SAE  | Saeco-Cannondale                 |
| 111-118 | MER  | Mercatone Uno-Bianchi            |
| 121-128 | VIT  | Vitalicio Seguros                |

| N.      | Cod. | Squadra                               |
| ------- | ---- | ------------------------------------- |
| 131-138 | FES  | Festina-Lotus                         |
| 141-148 | FDJ  | Française des Jeux                    |
| 151-158 | CTA  | Cantina Tollo-Alexia Alluminio Italia |
| 161-168 | TEL  | Team Deutsche Telekom                 |
| 171-178 | VIN  | Vini Caldirola-Sidermec               |
| 181-188 | USP  | US Postal Service                     |
| 191-198 | RIS  | Riso Scotti-Vinavil                   |
| 201-208 | JAC  | Team Home-Jack & Jones                |
| 211-218 | BAL  | Ballan-Alessio                        |
| 221-228 | BIG  | BigMat-Auber 93                       |
| 231-238 | LIQ  | Liquigas                              |
| 241-248 | GST  | Gerolsteiner                          |

## Ordine d'arrivo (Top 10)
| Pos. | Corridore           | Squadra        | Tempo   |
| ---- | ------------------- | -------------- | ------- |
| 1    | Andrea Tafi         | Mapei          | 6h44'15 |
| 2    | Wilfried Peeters    | Mapei          | a 2'14" |
| 3    | Tom Steels          | Mapei          | a 2'26" |
| 4    | George Hincapie     | US Postal      | s.t.    |
| 5    | Jo Planckaert       | Lotto-Mobistar | s.t.    |
| 6    | Léon van Bon        | Rabobank       | s.t.    |
| 7    | Frank Vandenbroucke | Cofidis        | s.t.    |
| 8    | Andrei Tchmil       | Lotto-Mobistar | a 2'40" |
| 9    | Johan Museeuw       | Mapei          | s.t.    |
| 10   | Lars Michaelsen     | F. des Jeux    | a 2'53" |